# Pieter-Jozef Verhaghen

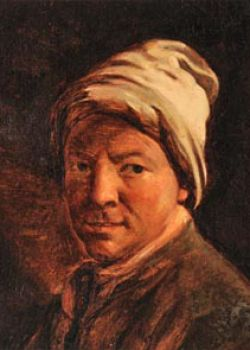
Autorretrato (fecha desconocida)

Pieter-Jozef Verhaghen (19 de marzo de 1728 en Aarschot - 3 de abril de 1811 en Lovaina )  fue un pintor flamenco de escenas religiosas y mitológicas a gran escala. Se le considera el último representante de la llamada Escuela flamenca de pintura. En particular, se considera que continúa la tradición artística de la pintura barroca flamenca ejemplificada por Rubens a fines del siglo XVIII y en el siglo XIX. Fue muy respetado durante su vida y disfrutó del patrocinio de eminentes mecenas e instituciones religiosas. Fue nombrado primer pintor de la corte de la emperatriz María Teresa de Austria, quien también le proporcionó un estipendio para viajar al extranjero para continuar sus estudios artísticos.

## Vida

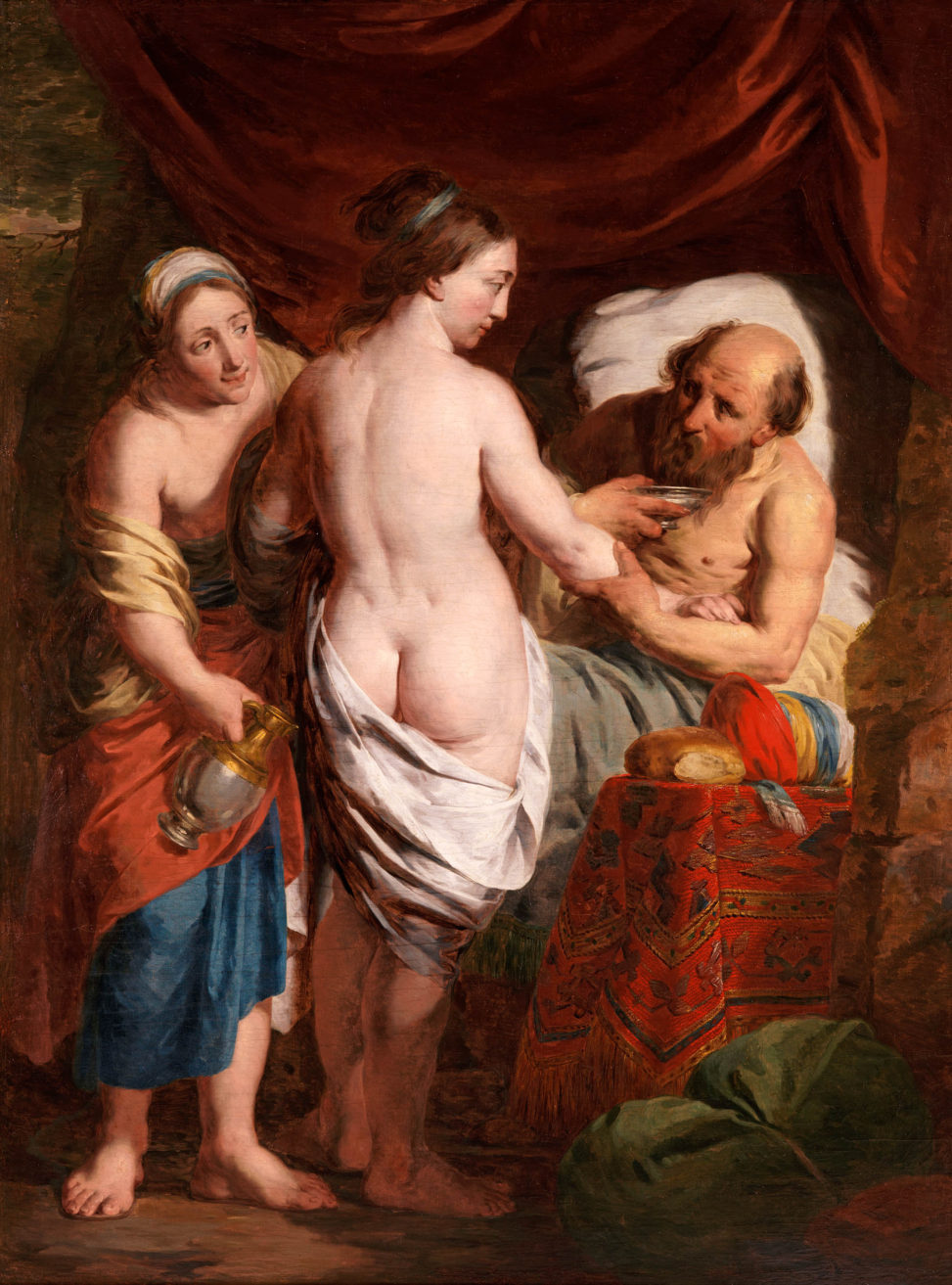
Lot y sus hijas

Pieter-Jozef Verhaghen nació en Aarschot el 19 de marzo de 1728. El abuelo y el padre Verhaghen pertenecían a los notables de la ciudad y ejercían como cirujanos. Los dos hijos de la familia rompieron con la tradición familiar y optaron por ser pintores. Jan-Jozef Verhaghen (1726-1795), hermano mayor de Pieter-Jozef, es conocido en la historia de la pintura del siglo XVIII como Potteke (olla pequeña) Verhaghen, porque en sus obras suele representar utensilios de cocina, ollas y cuencos de loza, cobre y estaño. 
Pieter-Jozef Verhaghen agradeció su carrera de artista a un encuentro casual. De joven, le gustaba mucho dibujar. Cuando en 1741 se enteró de que el pintor viajero y restaurador de arte Jan-Baptist van den Kerckhoven (c. 1709-1772) estaba trabajando en la restauración de un cuadro de la iglesia de Nuestra Señora de Aarschot, le mostró a van den Kerckhoven algunos de sus dibujos. Van den Kerckhoven reconoció inmediatamente el talento artístico del muchacho y convenció a su padre, Willem Verhaghen, para que dejara a su hijo estudiar los principios de la pintura. El joven Verhaghen se quedó con Van den Kerckhoven y viajó con él a otras ciudades cercanas trabajando en decoraciones y restauraciones. Cuando Van den Kerckhoven fue llamado a algún trabajo más lejano, su padre no permitió a Verhaghen viajar con él debido a su corta edad. Pasó los dos años siguientes estudiando arte haciendo copias de grabados. En 1744 se trasladó a Amberes, donde continuó su formación con Balthasar Beschey. Beschey era un pintor emergente que trabajaba al estilo de Rubens e incluso hacía copias directas del famoso maestro de Amberes. Como parte de su formación en el taller de Beschey, Verhaghen realizó estudios a partir de obras del siglo XVII. Al mismo tiempo, ingresó en la Real Academia de Bellas Artes de Amberes, donde aprendió a dibujar según modelos. Más tarde, su hermano Jan-Jozef también se trasladó a Amberes, donde trabajó mientras recibía clases de arte. En 1747, Pieter-Jozef dejó Amberes para volver a Aarschot a vivir con sus padres.

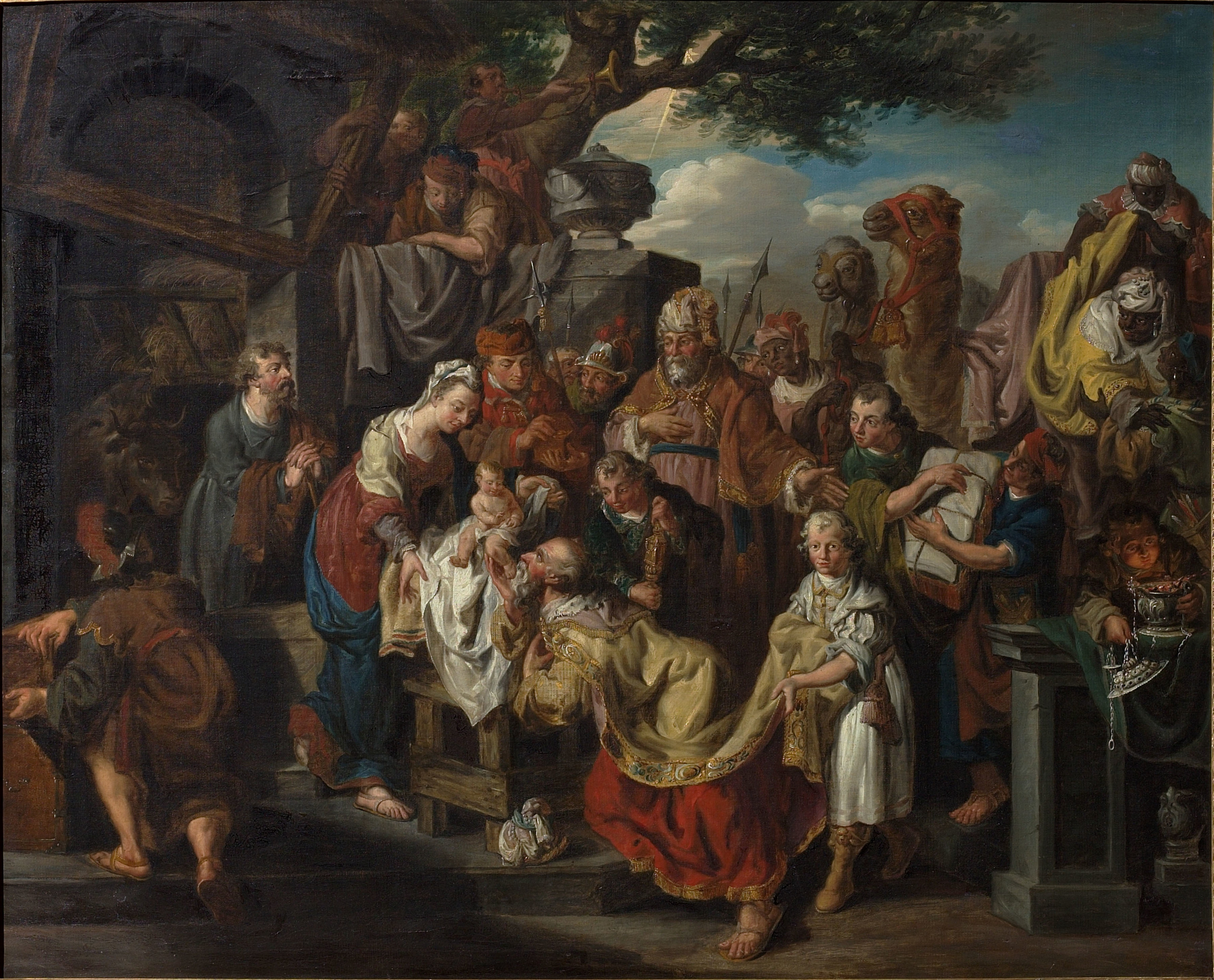
La adoración de los Reyes Magos

En 1749 fue llamado a Lovaina, donde el cervecero Guilliam Vrancx le pidió que decorara los salones de su casa en la calle Mechelsestraat con cuadros decorativos de estilo Luis XV. Vrancx era un influyente hombre de negocios y más tarde alcalde de Lovaina que proporcionó al joven artista una excelente introducción al entorno burgués de Lovaina. Poco después de su traslado a Lovaina, Verhaghen conoció y se enamoró de Johanna Hensmans, hija de un destilador de brandy. En lugar de regresar a Amberes para retomar sus estudios, el artista decidió quedarse en Lovaina, donde la pareja se casó en 1753. De este matrimonio nacieron siete hijos (cuatro hijos y tres hijas). La pareja se instaló en Lovaina, donde Verhaghen abrió un pequeño taller, mientras que su mujer regentaba una tienda de hilos y lino. En 1754, el artista se convirtió formalmente en ciudadano de Lovaina. En estos primeros años de su carrera, Verhaghen se dedicó principalmente a la pintura decorativa. Entre sus mecenas se encontraban miembros de la burguesía y del círculo de la Universidad de Lovaina. Para los graduados de la Universidad que no pertenecían a la aristocracia, pintaba escudos de armas que podían colgar sobre la puerta de sus casas. También empezó a recibir encargos de obras más grandes con temas religiosos, en los que pudo dar rienda suelta a su creatividad. Entre estas obras se encuentran 11 cuadros para la capilla de la Universidad de Lovaina, dos lienzos para la sala capitular de la Abadía del Parque y una serie de cuadros para la iglesia de los dominicos de Lovaina. Estas obras muestran que su aspiración artística era pintar al estilo de sus ejemplos artísticos, Rubens y Gaspar de Crayer. Tomó a de Crayer como ejemplo ya que había múltiples obras de este artista presentes en las iglesias de Lovaina. Poco a poco, también encontró mecenazgo fuera de Lovaina y su entorno inmediato y pintó retablos para iglesias de Turnhout, Halle y Gante. También estuvo activo como retratista.

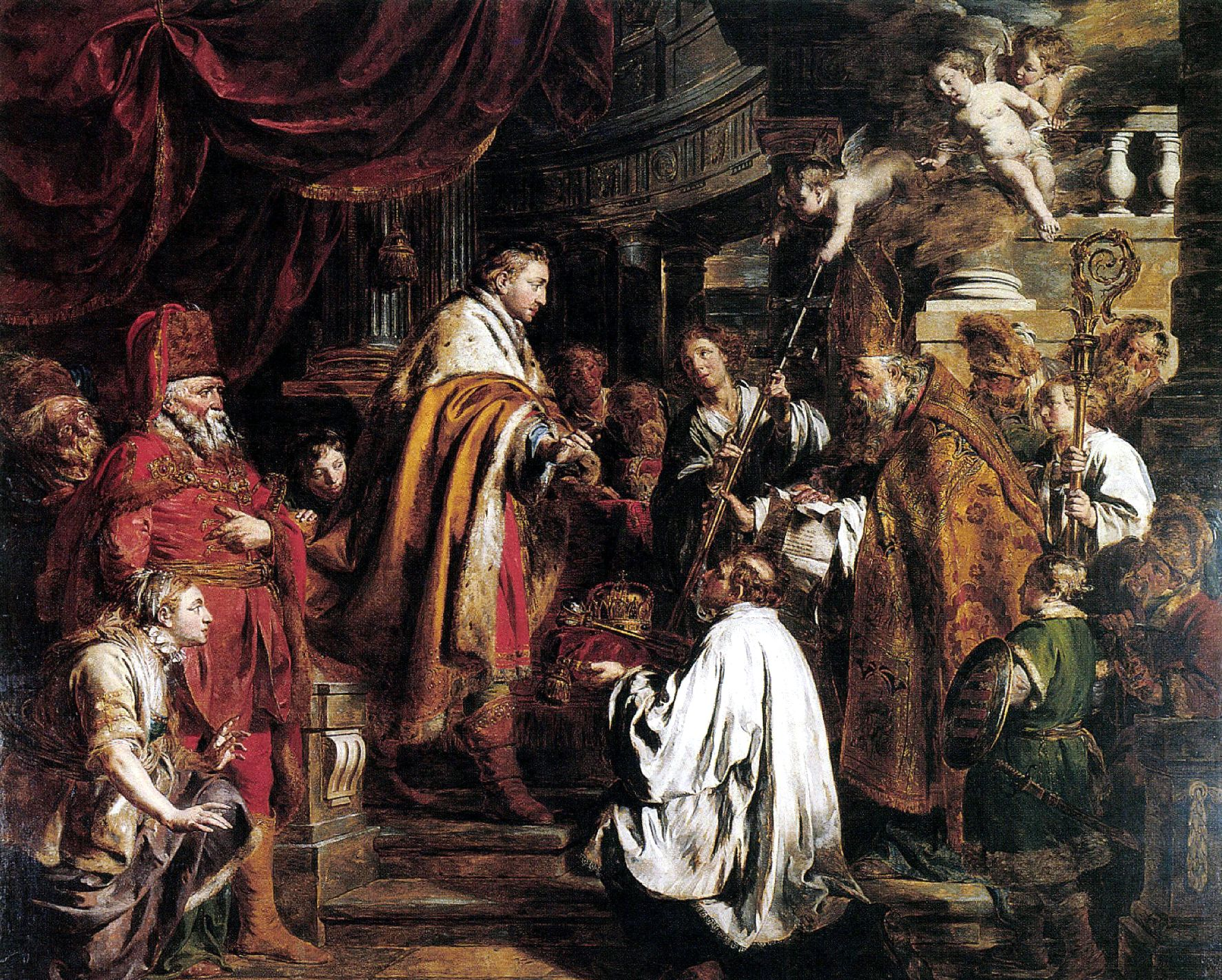
El rey húngaro San Esteban recibiendo a los enviados del Papa llevándole la corona

El banquero de Bruselas y amante del arte Daniel Danoot presentó a Pieter-Jozef Verhaghen al príncipe Carlos Alejandro de Lorena, gobernador de los Países Bajos austriacos. Por aquel entonces, Verhaghen estaba trabajando en un encargo para el duque Karl von Koblenz que representaba al rey húngaro San Esteban recibiendo a los enviados del Papa que le traían la corona. Cuando von Koblenz murió antes de que Verhaghen hubiera entregado el encargo, ofreció la obra terminada al príncipe Carlos. El príncipe Carlos escribió a la emperatriz austriaca María Teresa para pedirle permiso para comprar la obra. La emperatriz austriaca María Teresa accedió a la petición y, cuando le enviaron la obra, quedó prendada de sus cualidades. Decidió apoyar el desarrollo artístico del artista financiando un viaje de estudios a Italia. Se le concedió un estipendio que cubriría los gastos de manutención del artista y su familia durante un periodo de dos años.
En mayo de 1771, Verhaghen fue nombrado pintor ordinario del príncipe Carlos Alejandro de Lorena. Ese mismo mes emprendió su viaje junto con su hijo mayor, Willem, que más tarde se convertiría en sacerdote. Primero viajó a París y luego, vía Lyon, a Turín. Aquí fue recibido en la corte de Cerdeña. A continuación, viaja a Milán, Parma, Piacenza y Bolonia para llegar a Roma a principios de agosto de 1771. Permaneció en Roma durante un año y medio y visitó Nápoles durante ese periodo. Durante su estancia en Roma, el Papa Clemente XIV concedió al artista una audiencia y le ofreció la indulgencia plenaria a él, a su familia en tercer grado y a otras treinta personas de su elección. El Papa también entregó personalmente al hijo del artista, Willem, una tonsura. 

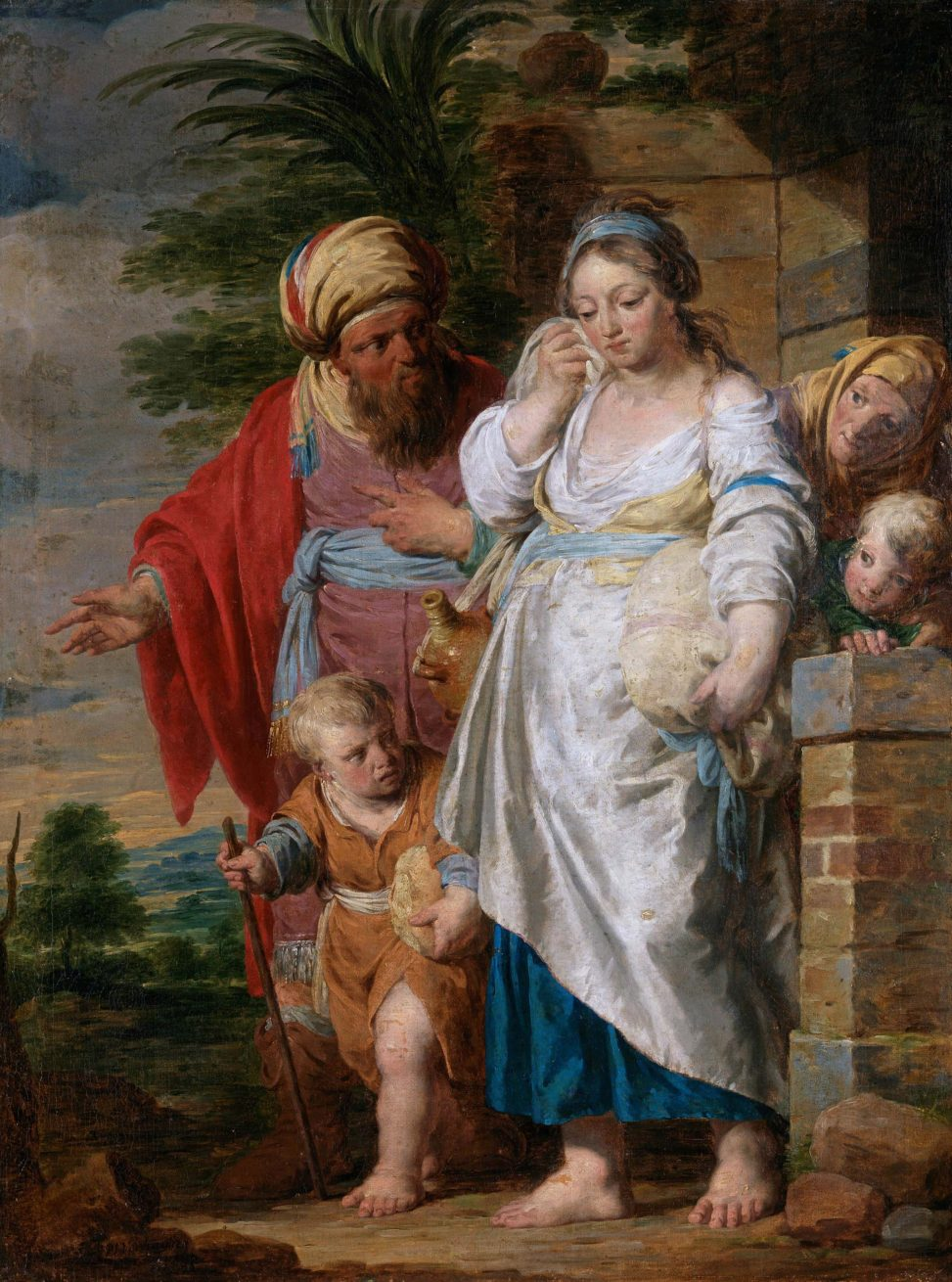
Agar e Ismael desterrados por Abraham

Posteriormente, Verhaghen viajó a Viena vía Toscana y Venecia. Llegó a Viena el 9 de junio de 1773. Aquí la emperatriz le recibió en audiencia dos veces. La emperatriz le honró otorgándole el título de "primer pintor de la corte". Cuando regresó a su país, en octubre de 1773, fue recibido como una especie de héroe nacional en varias ciudades, entre ellas su ciudad natal Aarschot, su ciudad natal Lovaina y Amberes. El pintor y poeta de Lovaina Martin van Dorne compuso un breve poema didáctico en el que evocaba todas las obras realizadas por el prolífico Verhaghen. Su reputación había aumentado enormemente y muchas instituciones querían poseer cuadros de su mano. Su reputación creció también fuera de su país. Su éxito se debió a su capacidad para pintar con rapidez y a la eficaz organización de su taller, en el que siguió el ejemplo de su maestro Balthasar Beschey.
Las instituciones religiosas eran sus clientes más importantes, por lo que su carrera se vio afectada por los esfuerzos del gobierno austriaco para frenar la influencia de la Iglesia católica. La invasión del sur de los Países Bajos por las tropas francesas en la década de 1790 afectó aún más a la carrera del artista. Dos de sus hijos, Willem, párroco en Schaerbeek, y Joris-Jozef, canónigo de la abadía de Park, tuvieron que refugiarse en la casa del artista para escapar de la persecución de los administradores franceses. Tras el Concordato de 1801 celebrado entre Napoleón y el Papa Pío VII en 1801, las tensiones religiosas disminuyeron y Pieter-Jozef pudo conseguir algunos nuevos encargos, especialmente de particulares. Pero el momento de sus grandes composiciones históricas había pasado. 
Después de que el 26 de octubre de 1800, artistas de Lovaina como Martin van Dorne, François Xavier Joseph Jacquin, Josse-Pieter Geedts, Frans Berges, Gillis Goyers y Antoon Clevenbergh establecieran una sociedad para el establecimiento de una academia en Lovaina, Verhaghen fue elegido su director honorario. Tras sufrir un derrame cerebral en 1809, el artista no volvió a trabajar en los últimos años de su vida. También perdió a su hijo mayor y a su esposa en el año 1810.
Cuando murió, el 3 de abril de 1811, el interés por su obra llevaba un tiempo en declive. 

## Obra

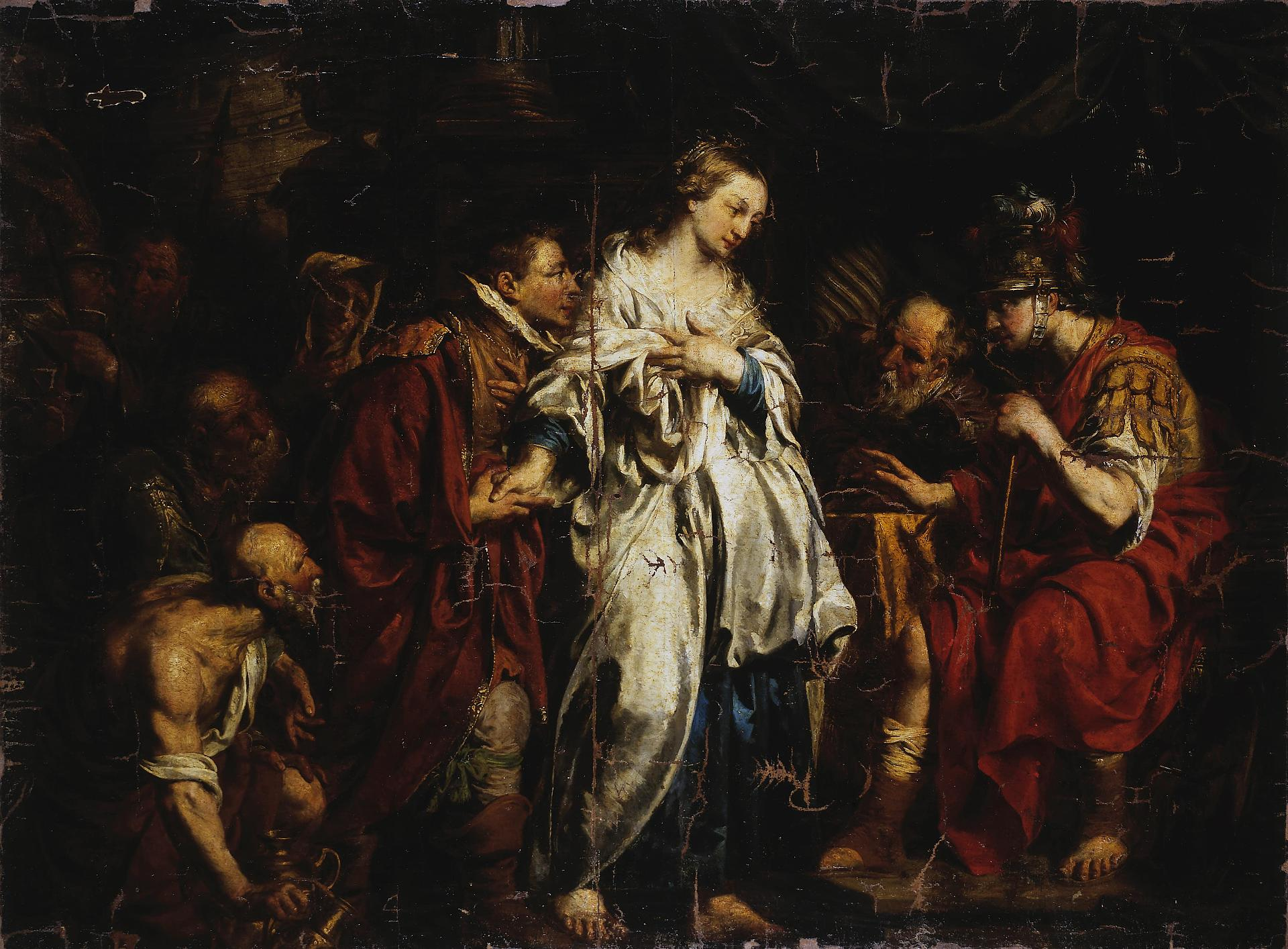
La magnanimidad de Escipión el Africano

Verhaghen fue un pintor muy prolífico que creó composiciones religiosas y mitológicas, así como algunos retratos. Pintó más de 300 obras a lo largo de su vida, por lo que fue uno de los pintores más productivos de los Países Bajos austriacos. El maestro destacó sobre todo por sus grandes cuadros de historia, por los que era solicitado en todo Flandes. Tuvo menos éxito como retratista, ya que se consideraba que sus creaciones no tenían un buen parecido con los retratados. Los retratos del abad Simon Wouters van der Park y de Adriaan Trudo Salé, de la abadía de Averbode, son raros ejemplos de la obra retratista de Verhaghen. Ambos retratos datan de 1779 y muestran a los abades en su sala de estudio o biblioteca. Los abades están representados con los símbolos de su estatus religioso. Fue apreciado en su época como un gran colorista y uno de los pintores más importantes que trabajaban en el sur de los Países Bajos.
Estilísticamente se le considera uno de los últimos miembros del barroco flamenco y su estilo es deudor de las obras de los grandes maestros flamencos del siglo XVII como Rubens, van Dyck, Jordaens y Caspar de Crayer. Así, se alineó con otros artistas de su época, como Willem Jacob Herreyns, que continuó la tradición flamenca de la escuela de Amberes, frente a artistas como Cornelis Cels, que buscaban inspiración en nuevas corrientes artísticas, como el estilo académico popularizado en Francia.
Muchas de sus obras todavía se exhiben en muchas iglesias e instituciones religiosas de Bélgica, incluida la Iglesia de San Quintín en Lovaina, la Abadía de Averbode y la Abadía de Park en Heverlee.

## Otras lecturas
- Peter Carpreau, Veronique Vandekerchove: Pieter-Jozef Verhaghen, 1728-1811: in het spoor van Rubens, Stedelijk Museum, Peeters (2011)ISBN 90-429-2527-2